# Diagrama de constelación

Diagrama de constelación para el esquema 8-PSK con codificación Gray.

Diagrama de constelación para el esquema 16-QAM Rectangular con codificación Gray.

El diagrama de constelación, también denominado espacio de señal  es un método de representación en el plano complejo de los estados de símbolo en términos de amplitud y fase en los esquemas de modulación digital tales como QAM o PSK. Típicamente, el eje horizontal se refiere a los componentes de los símbolos que están en fase con la señal portadora y el eje vertical a los componentes en cuadratura (90°). Los diagramas de constelación también pueden usarse para reconocer el tipo de interferencia y distorsión en una señal.
Los ejes del plano del diagrama suelen ser llamados "I" (en fase) y "Q" (en cuadratura). En la constelación se representa la relación de amplitud y fase de una portadora modulada digitalmente y por lo tanto, el módulo y la fase de cada una de las posibles señales que conforman la modulación.  El módulo viene dado por la distancia entre el origen de las coordenadas y el punto y la fase es el ángulo que una línea que une al origen con el punto hace con el eje horizontal. Cada una de esas posibles señales viene representada por un punto denominado "punto de la constelación". Los puntos en la constelación representan símbolos de modulación, que componen el alfabeto del esquema digital escogido, es decir todas las "palabras" que podrán usarse en un intercambio de información.

## Interpretación del diagrama
Al recibir la señal, el demodulador examina el símbolo recibido, que puede haber sido afectado por el canal o el receptor debido al ruido blanco aditivo gaussiano, distorsión, ruido de fase o de interferencia. Este selecciona, como estimación de lo que se transmitió realmente, el punto en el diagrama de constelación que está más cerca del símbolo recibido. Por lo tanto, demodulará incorrectamente si la corrupción de la señal ha hecho que el símbolo recibido se acerque a otro punto de la constelación diferente del símbolo emitido. Esta es la detección de máxima probabilidad. El diagrama de constelación permite una visualización directa de este proceso, ya que puede suponerse el símbolo recibido como un punto arbitrario en el plano IQ y luego decidirse cual es el punto de la constelación más cercano a él.
Con el propósito de analizar la calidad de la señal recibida, algunos tipos de corrupción son evidentes en los diagramas de constelación:
- Ruido gaussiano que muestra puntos de la constelación como difusos.
- Interferencia de frecuencia única no coherente, que muestra puntos de la constelación como círculos.
- Ruido de fase que muestra puntos de la constelación dispersos en forma rotacional.
- Atenuación que hace que los puntos de la esquina del diagrama se muevan hacia el centro.